# The Strangers: Prey at Night
The Strangers: Prey at Night is een Amerikaanse slasher-film uit 2018, geregisseerd door Johannes Roberts met hoofdrollen vertolkt door Bailee Madison, Lewis Pullman, Christina Hendricks, Martin Henderson en Damian Maffei. De film is een vervolg op The Strangers uit 2008. The Strangers: Prey at Night is geschreven door Bryan Bertino (die de eerste film schreef en regisseerde) en Ben Ketai.

## Verhaal
Cindy en Mike hebben huwelijksproblemen. Dit komt door de jongste dochter Kinsey, die momenteel in een rebelse fase zit en in opstand komt tegen haar ouders. Ze zou naar een kostschool moeten. Als kleine compensatie organiseren Mike en Cindy een kampeertrip met tante Sheryl en oom Marv bij hun meer. De oudste zoon Luke gaat ook mee. Met tegenzin vertrokken de twee tieners met hun ouders. Ter plaatse vinden ze alleen een papiertje en de sleutel van hun blokhut. Op de eerste avond samen werd er op de deur geklopt. Een meisje vraagt of Tamara er is. De familie stuurt ze weg.
Kort daarna escaleert het geschil tussen Cindy, Mike en Kinsey. Kinsey verlaat de cabine, beledigd. De familie stuurt Luke na. Even later wordt er weer geklopt. Het mysterieuze meisje is er weer en vraagt om Tamara. De ouders worden bang en gaan op zoek naar Kinsey en Luke. Ondertussen vonden ze de lichamen van Marv en Sheryl. Een dodelijke achtervolging begint omdat het meisje Dollface is. Pinup girl en man met het masker uit het eerste deel jagen ook op de familie en jagen ze genadeloos over de camping.
Eerst wordt Cindy vermoord door Dollface. Dan vangt het Mike, die wordt geramd door een auto terwijl hij probeert te ontsnappen en vervolgens wordt gedood met een ijsbijl. Uiteindelijk slaagt Luke erin om enerzijds de politie te verwittigen en anderzijds de pin-up girl te doden, maar Man in the Mask verwondt hem dan ernstig. Kinsey redt en verbergt hem. Wanneer de hulpsheriff ter plaatse arriveert, wordt hij gedood door Dollface. Kinsey slaagt er echter in om ze te doden met het jachtgeweer van de hulpsheriff. Nu zit Man in the Mask achter haar aan.
Nadat ze zijn auto in brand heeft gestoken en tot ontploffing heeft gebracht, kan ze een pick-up stoppen. Ze ontsnapt op de laadbrug, maar Man in the Mask weet haar te bereiken. Kinsey kan hem eindelijk voorgoed doden met een honkbalknuppel. Even later ligt Kinsey in het ziekenhuis, waar Luke langzaamaan komt. Er wordt op de deur geklopt.

## Rolverdeling
| Acteur              | Personage       |
| ------------------- | --------------- |
| Bailee Madison      | Kinsey          |
| Lewis Pullman       | Luke            |
| Christina Hendricks | Cindy           |
| Martin Henderson    | Mike            |
| Damian Maffei       | Man in the Mask |
| Emma Bellomy        | Dollface        |
| Lea Enslin          | Pin-Up Girl     |

## Productie
Al in augustus 2008, na de release van het eerste hoofdstuk, werd het project voor een vervolg van het productiebedrijf Rogue Pictures bevestigd. De film zou oorspronkelijk The Strangers: Part 2 heten en zou geregisseerd zijn door de Fransman Laurent Briet. De opnames begonnen in Covington in juni 2017 en eindigden op 10 juli 2017 onder leiding van Johannes Roberts.

## Soundtrack
- "Kids in America" - Kim Wilde
- "Frequency" -  Mike Vaughan & Ollie Knight
- "Cynical Love" - False Hearts
- "Stranger Place" - Emily Maguire
- "Real World" - Emily Maguire
- "Live It Up" - Mental As Anything
- "Nightmoves" - Marilyn Martin
- "Cambodia" - Kim Wilde
- "Total Eclipse of the Heart" - Bonnie Tyler
- "Making Love Out of Nothing at All" - Air Supply

## Ontvangst
Op Rotten Tomatoes heeft The Strangers: Prey at Night een waarde van 40% en een gemiddelde score van 5,00/10, gebaseerd op 126 recensies. Op Metacritic heeft de film een gemiddelde score van 48/100, gebaseerd op 25 recensies.